# Agrostis basalis
Agrostis basalis é uma espécie de gramínea do gênero Agrostis, pertencente à família Poaceae.